# くわじまゆきお
くわじま ゆきお（桑島 幸男、1965年（昭和40年）1月21日 - ）は、日本のアニメ監督、映像監督、キャラクターデザイナー、イラストレーター。
埼玉県東松山市出身。

## 来歴
1989年、多摩美術大学卒業。
1995年にNECマルチメディアアート大賞　グランプリを受賞。
スイスのTV・コンテンツファスティバルのGOLDEN ROSEのSocialAwarenessAwardにて「YellowSubliminal」がノミネートされた。

## アニメ作品
- アポ＆クッポ（2005年、EP放送「STEP BY STEP」内ショートアニメ 監督）
- Yellow Subliminal（モバHO! 監督）
- hanafairy 恋の花さわぎ（webアニメ イトーカンパニー制作　監督）
- 一期一会 恋バナ友バナ（キッズステーション 2007年10月20日～2008年1月26日 監督）
- 一期一会〜キミノコトバ〜（キッズステーション 2010年10月24日～2011年1月30日 監督）
- プライオリティータイム！（BSフジ　『We Can☆』2009年 監督）
- いじいじくん（BSフジ Beポンキッキ 2008年 作画監督）
- ロンゴマックス（BSフジ beポンキッキーズ 監督）
- LINE OFFLINE サラリーマン（絵コンテ70.83,101,110）

## 実写作品
- この道（アマゾンprime musicvideo　監督）
- ずっと地球と生きる（日本ユネスコ協会連盟、読売新聞社共催イベントムービー　監督）
- 「STEP BY STEP」 Lip tales ショートムービー（2005年、EP放送）監督
- 全日本オヤジ選手権（2010年　出演）

## 共著
- 『写真を素材にPhotoshopで描くデジタル絵画 』 （毎日コミュニケーション）
- 『Painter アートワークス 』 （翔泳社）
- デジタルイメージギャラリー2002　（編集長）
- MdN『ゼロからつくるテクスチャデザイン』
- 『Illustrator10ビュンビュンテクニック』

## 雑誌連載
- 「貸したカネ借りたカネ」（週刊現代全71回連載　イラスト担当）[要出典]
- バカD （アゴストデザイングラフィックス01～04　メタセコイヤ連載　記事イラスト）